# Christian Boeck
 Der er for få eller ingen kildehenvisninger i denne artikel, hvilket er et problem. Du kan hjælpe ved at angive troværdige kilder til de påstande, som fremføres i artiklen.

Christian Peter Bianco Boeck (5. september 1798, Kongsberg - 11. Juni 1877, Kristiania), var en norsk fysiolog, professor i medicin ved Kristiania Universitet, bror til Carl Wilhelm Boeck, far til Jonas Axel og Thorvald Boeck.
Efter 1824 at have taget medicinsk embedseksamen kastede han sig, på en udenlandsrejse, over studiet af veterinærvidenskaben. Efter sin hjemkomst arbejdede han ivrigt for oprettelsen af en norsk veterinærskole, opnåede selv at blive udnævnt til lektor ved den påtænkte skole, som dog ikke blev oprettet. Imidlertid tillod denne stilling ham at fortsætte sine studier ikke alene i veterinærvidenskab, men også i hans egentlige yndlingsstudier, zoologi, komparativ anatomi og fysiologi, og 1840 udnævntes han til professor i fysiologi og komparativ anatomi og forstander for det zootomiske museum ved universitetet. 
Boeck var en overordentlig alsidig begavelse og Norges sidste naturvidenskabelige polyhistor; han spændte fra den praktiske lægekunst over den teoretiske medicins discipliner til den komparative anatomi, zoologi og palæontologi. Han har skrevet om nordlysiagttagelser og luftelektricitet, om strandliniernes forandring og landets hævning, om trilobitter, om specielle zoologiske emner, om nyresygdomme og medicinalorganisation. Han holdt forelæsninger over veterinærvidenskab og ren kemi. Han har væsentlig andel i den norske farmakopé af 1855. Med sin landsmand, geologen Keilhau, opdagede Boeck 1820 den indtil da ukendte fjeldegn Jotunheimen med de nu så kendte fjeldvande Bygdin og Tyin.